# Psephellus cronquistii
Psephellus cronquistii là một loài thực vật có hoa trong họ Cúc. Loài này được (Takht. & Gabrieljan) Gabrieljan miêu tả khoa học đầu tiên năm 1995.